# Place du Ravelin
La place du Ravelin (en occitan : plaça del Ravelin) est une place de Toulouse, chef-lieu de la région Occitanie, dans le Midi de la France. Elle se trouve à l'est du quartier Patte-d'Oie, en limite du quartier Saint-Cyprien, dans le secteur 2 - Rive gauche.

## Situation et accès

### Voies rencontrées
La place du Ravelin rencontre les voies suivantes, dans l'ordre des numéros croissants :
1. Rue Marthe-Varsi
2. Rue Villeneuve
3. Rue Adolphe-Coll
4. Rue des Fontaines

## Odonymie
Le nom de la place rappelle l'emplacement du « ravelin » ou demi-lune (ravelin en occitan), ouvrage défensif construit en avant de la principale porte du faubourg Saint-Cyprien, la porte de l'Isle. La place, aménagée au début du XIXe siècle, en prit naturellement le nom.

## Patrimoine et lieux d'intérêt

### Maisons
- no  1 : maison. 
La maison, construite dans les années 1920, s'élève à l'angle de la rue Marthe-Varsi (actuel no 1). Le corps de bâtiment s'élève perpendiculairement à la place. Le jeu de calepinage des briques, utilisé pour l'encadrement des fenêtres et le cordon qui sépare les étages, rappelle l'architecture industrielle. Le rez-de-chaussée est occupé par une boutique. L'étage est éclairé par des bows-windows. L'élévation est surmontée par un large avant-toit[2].

- no  3 bis : maison[3].

### Œuvres publiques
- fontaine Wallace. 
Lors de travaux d'embellissement, dans les années 1980, la place Saint-Georges est dotée d'une fontaine Wallace, due au sculpteur nantais Charles Lebourg en 1872. Cette réplique en fonte a été fondue par les fonderies d'art du Val-d'Osne. Sur un piédestal orné de volutes et de dauphins, quatre cariatides soutiennent un dôme avec leurs bras et leur tête, coiffée d'un chapiteau ionique.